# Llano Estacado
Llano Estacado (výslovnost [ˈʝano estaˈkaðo], česky Kůlová planina), v angličtině také nazývané Staked Plains, je tabulová plošina a region na východě Nového Mexika a severozápadě Texasu, ve Spojených státech amerických. Oblast zaujímá plochu 97 000 km2 a leží v nadmořské výšce 1 500 (severozápad) až 900 m (jihovýchod). Llano Estacado je součástí Velkých planin. Jedná se o suchou, bezlesou krajinu. Ekonomicky je významný chov hovězího dobytka a těžba ropy a zemního plynu.

## Obyvatelstvo
Llano Estacado má extrémně nízkou hustotu zalidnění. Většina populace je lokalizována ve městech Amarillo, Lubbock, Midland a Odessa a jejich aglomeracích. Většina oblasti je venkovská, s velkými ranči a zavlažovanými farmami. Je tu několik dalších středně velkých měst, například Andrews, Hereford, Plainview, Levelland a Lamesa v Texasu a Clovis, Portales a Hobbs v Novém Mexiku.
Llano Estacado je rozlohou 83 000 km² přibližně stejně velké jako Rakousko. Region představuje jižní rozšíření Velkých planin s délkou přibližně 402 km ze severu na jih a šířkou 240 km z východu na západ. Silnice jsou rovné a protínají se většinou v pravých úhlech. Bavlna je základní zemědělskou plodinou pěstovanou na zavlažovaných územích, v posledních letech její pěstování stagnuje z důvodu klesajících cen na světových trzích. Llano Estacado je někdy humorně nazýváno „85 procent obloha a 15 procent prérie“.
Území má velké množství kostelů na počet obyvatel. Prohibice, která byla uzákoněna v roce 1933, je dodnes dodržována ve více než čtyřiceti texaských okresech, většina z nich je v oblasti Llano Estacado.

## Ekonomika
Z důvodu nadměrného využívání podzemní vody od sedmdesátých let minulého století se farmáři vracejí k pěstování plodin méně náročných na vlhko.
Oblast Llano Estacado je jedním z největších producentů bavlny ve Spojených státech.